# Український вулик
Украї́нський ву́лик складається з корпусу з глухим дном і односхилим дахом, 20 обернених набік рамок і однієї заставної дошки. Внутрішні розміри корпусу — 760х315х480 мм. Передня і задня стінки вулика подвійні, утеплені. Зовнішні стіни товщиною 15 мм, а внутрішні — 25 мм. На передній стінці розташовані по два вічка — нижніх (200х12 мм) і верхніх (100х12 мм), що прикриваються засувками. Один нижній льоток розміром 100×12 мм зроблений також на боковій стінці вулика. Дно товщиною 35 мм стоїть на опорних брусках і наглухо кріпиться до корпусу. Висота передньої стінки обв'язки даху 120 мм, задньої — 60 мм, її товщина 25 мм. У бічних стінках обв'язки зроблені вентиляційні пропили. Іноді такі вулики бувають і з магазинними надставками.